# Five Nights at Freddy's (pel·lícula)
Five Nights at Freddy's és una pel·lícula estatunidenca de terror sobrenatural basada en la franquícia del mateix nom creada per Scott Cawthon. Dirigida per Emma Tammi, coautora del guió amb Cawthon i Seth Cuddeback, la pel·lícula és protagonitzada per Josh Hutcherson, Elizabeth Lail, Piper Rubio, Mary Stuart Masterson i Matthew Lillard. S'ha subtitulat al català.
El desenvolupament d'una adaptació cinematogràfica de Five Nights at Freddy's va començar l'abril de 2015, amb la participació de Warner Bros. Pictures. Roy Lee, David Katzenberg i Seth Grahame-Smith estaven llestos per a produir-la, amb Gil Kenan anunciat com a director i coguionista. Després de diversos retards en la producció, la versió de Warner Bros. no avançava i Kenan va abandonar el projecte. El març de 2017, Blumhouse Productions va ser anunciada com la nova productora, amb Chris Columbus com a director i coescritor. Columbus també va abandonar el projecte, i Emma Tammi va ser anunciada com el seu reemplaçament l'octubre de 2022. L'elenc principal es va confirmar al desembre, mentre que altres incorporacions es van signar el març de 2023. La filmació va començar a Nova Orleans l'1 de febrer de 2023 i va acabar el 3 d'abril del mateix any.
Five Nights at Freddy's es va estrenar als cinemes i en Peacock als Estats Units el 27 d'octubre de 2023, per Universal Pictures. A Espanya, es va estrenar l'1 de novembre de 2023.

## Argument
En Freddy Fazbear's Pizza, un centre d'entreteniment familiar que alguna vegada va ser reeixit però ara abandonat, un guàrdia nocturn intenta fugir de l'edifici, però és capturat per una guineu animatrònic vermell amb temàtica pirata i lligat a un dispositiu que li col·loca un cap animatrònic buit, mutilant brutalment el seu rostre, matant-lo.
Després d'agredir a un pare negligent a qui va confondre amb un segrestador, el guàrdia de seguretat de centre comercial Mike Schmidt és enviat a visitar al conseller professional Steve Raglan. Raglan li ofereix a Mike un treball com a guàrdia nocturn en Freddy Fazbear's Pizza. Encara que inicialment poc inclinat, Mike accepta l'oferta després que els serveis socials amenacen amb prendre la custòdia de la seva germana menor Abby i passar-se-la a la seva tia Jane, el motiu de la qual és un xec de pagament mensual de l'estat a causa de la custòdia d'Abby.
En la seva primera nit, Mike es queda adormit i somia amb el segrest i presumpte assassinat del seu germà Garrett, abans de veure a cinc nens que el van presenciar; quan Mike intenta acostar-se a ells, fugen. La segona nit, el somni de Mike es repeteix, però quan intenta enfrontar-se a un dels nens, és atacat i es desperta. Mike coneix a l'oficial de policia Vanessa Shelly, qui nota les seves ferides i ho cura. Vanessa li mostra el restaurant i li diu que va tancar en la dècada de 1980 després que cinc nens fossin assassinats allí; els seus cossos mai van ser trobats.
Jane contracta un grup de delinqüents juvenils per a destrossar el restaurant i aconseguir que acomiadin a Mike, un acte que li permetria obtenir la custòdia d'Abby. Quan es produeix el robatori, les mascotes animatròniques del restaurant (Freddy Fazbear, Bonnie, Chica, Foxy i Mr. Cupcake) cobren vida i massacren als delinqüents. Entre els vàndals es troba Max, la mainadera d'Abby, la mort de la qual fa que Mike hagi de portar a Abby al seu següent torn.
En la tercera nit, els animatrònics cobren vida i es fan amics d'Abby, però són hostils cap a Mike. Mike descobreix que els animatrònics estan posseïts pels fantasmes dels nens assassinats, el líder dels quals, un nen ros, esmenta constantment un "conill groc". En la quarta nit, Abby resulta ferida mentre Mike i Vanessa s'uneixen als animatrònics. Durant la seva recuperació, Vanessa descobreix que Mike està intentant identificar al segrestador de Garrett i li adverteix que no torni a portar a Abby al restaurant. Mike aconsegueix que Jane cuidi a Abby, i torna al restaurant durant el dia on sofreix una sobredosi de somnífers.
Dins del somni, els cinc nens apareixen novament i li diuen a Mike que pot quedar-se amb Garrett per sempre, a canvi d'Abby. Durant la cinquena nit, Golden Freddy, posseït pel noi ros, mata a Jane i porta a Abby de retorn al restaurant fent autoestop amb un taxista. Mike és atacat repetidament en el seu somni i es desperta lligat al dispositiu de tortura dels animatrònics. S'escapa llevant les agulles que l'anterior guàrdia de seguretat mort havia afluixat, però Foxy el fereix greument.
Vanessa troba a Mike i tracta les seves ferides; després que Mike explica el seu somni, Vanessa revela que ella és la filla de William Afton, un assassí en sèrie que va assassinar a Garrett i als cinc nens amagant els seus cossos en els animatrònics, i que les seves ànimes estan sota el seu control. En adonar-se que Afton està planejant assassinar a Abby, Mike corre al restaurant amb l'equip necessari per a desactivar els animatrònics. En el restaurant, Chica intenta matar a Abby, però Mike arriba i la salva. Mike és atacat per Mr. Cupcake i separat d'Abby. Els animatrònics finalment són derrotats, però Raglan els reactiva, qui arriba vestint el vestit de "conill groc", i es revela com William Afton abans de deixar a Mike inconscient.
Sabent que els animatrònics necessiten entendre la veritat, Abby fa un dibuix d'Afton assassinant als nens. Vanessa enfronta al seu pare per a impedir que interfereixi amb el pla, però és apunyalada en l'abdomen. Abans que Afton pugui matar a Mike, Abby mostra el seu dibuix als animatrònics i aquests es tornen contra Afton. Mr. Cupcake mossega part del vestit, activant els seus mecanismes interns de ressort i ferint fatalment a Afton. Els animatrònics ho arrosseguen a una habitació posterior mentre Mike i Abby treuen a Vanessa ferida del restaurant; ella cau en coma i és portada a un hospital, on Mike li agraeix tota l'ajuda que li brindo ella a ell i la seva germana prenent la seva mà mentre ella està inconscient. Mike continua cuidant d'Abby mentre tornen a la seva vida normal. En el restaurant en ruïnes, el fantasma del nen ros observa com un moribund Afton es dessagna fins a morir en el quart darrere abans de tancar la porta.

## Repartiment
- Josh Hutcherson com a Mike Schmidt: un nou guàrdia de seguretat a Freddy Fazbear's Pizza.
  - Wyatt Parker com a Mike jove.
- Elizabeth Lail com a Vanessa Shelly: policia local y filla de William Afton.
  - Emma Jo Tassin com a Vanessa jove.
- Piper Rubio com a Abby: la germana menor de Mike.
- Mary Stuart Masterson com a Jane: la tia de Mike y Abby
- Matthew Lillard com a Steve Raglan / William Afton: l'assessor de carrera de Mike i fundador de Fazbear Entertainment.
- Kat Conner Sterling com a Max: la mainadera d'Abby.
- David Lind com a Jeff: el líder d'una banda juvenil i el germà de Max.
- Christian Stokes com a Hank: un membre de la banda de Jeff.
- Joseph Poliquin com a Carl: un membre de la banda de Jeff.
- Grant Feely com el nen fantasma ros: l'ànima dins de Golden Freddy.
- Asher Colton Spence com el nen fantasma amb garfi: l'ànima dins de Foxy.
- David Houston Doty com el nen fantasma amb orelles de conill: l'ànima dins de Bonnie.
- Liam Hendrix com el nen fantasma amb barret: l'ànima dins de Freddy Fazbear.
- Jophielle Love com a la nena fantasma: l'ànima dins de Chica.
- Tadasay Young com a la Dra. Lillian.
- Michael P. Sullivan com a Doug: l'advocat de Jane.
- Lucas Grant com a Garrett: el germà petit de Mike que va ser segrestat quan era nen.
- Theodus Crane com a Jeremiah: l'anterior company de treball de Mike.
- Matthew Patrick com a cambrer de Sparky's Diner.
- Cory Williams com a taxista.

Els intèrprets dels animatrònics inclouen Kevin Foster com a Freddy Fazbear, l'os bru homònim del restaurant, Jade Kindar-Martin com a Bonnie, un conill indi, i Jessica Weiss com a Chica, un pollastre groc. La cançó pirata que Foxy, una guineu pirata vermell, taral·lareja al llarg de la pel·lícula és interpretada per Kellen Goff.

## Producció

### Desenvolupament
L'abril de 2015, Warner Bros. Pictures va anunciar que havia adquirit els drets de pel·lícula de la franquícia de videojocs Five Nights at Freddy's amb Roy Lee, David Katzenberg i Seth Grahame-Smith per produir l'adaptació. Grahame-Smith va declarar que col·laborarien amb el creador Scott Cawthon, que va coescriure els llibres en col·laboració amb la firma negre Kevin Anderson and Associates, "per fer una pel·lícula boja, terrorífica i estranyament adorable". El juliol de 2015, Gil Kenan va signar per dirigir la pel·lícula a partir d'un guió coescrit amb Tyler Burton Smith.
El març de 2017, Cawthon va anunciar Blumhouse Productions com la nova productora de la pel·lícula. El maig de 2017, el productor Jason Blum va dir que estava emocionat i treballant estretament amb Cawthon. El juny de 2017, Kenan va dir que ja no dirigia la pel·lícula.

El febrer de 2018, Chris Columbus va ser anunciat com a substitut de Kenan com a director i escriptor, a més de produir la pel·lícula al costat de Blum i Cawthon. L'agost de 2018, Cawthon va revelar que el primer esborrany del guió, que va escriure amb la coautora de la trilogia de novel·les de Five Nights at Freddy's, Kira Breed-Wrisley, es va completar i implicaria els esdeveniments del primer joc de la sèrie. Aquest mateix mes, Blum va escriure a Twitter que la pel·lícula seria estrenada en 2020. Al novembre, Cawthon va anunciar que va rebutjar el guió, tot i que li agradaven Columbus i Blum, ja que "tenia una idea diferent per [la història], una que m'agradava millor". Va contribuir a un retard addicional a la pel·lícula, pel qual Cawthon va assumir tota la responsabilitat. El juny de 2020, durant una entrevista amb Fandom, Blum, quan se li va preguntar sobre el progrés de la pel·lícula, va declarar:
"És súper actiu, així que realment sento que tenim una molt bona oportunitat de veure una pel·lícula de Five Nights at Freddy's...Sento que està avançant realment; no està estancat ni res més. Està avançant ràpidament. No vull posar-hi una cronologia, però aviat tindrem una pel·lícula. Em sento realment segur d'això."
El setembre de 2021, Blum va revelar que Columbus ja no estava involucrat en el projecte, però encara estava en desenvolupament actiu. L'agost de 2022, Blum va anunciar que Jim Henson's Creature Shop s'encarregaria de la realització dels personatges animatrònics. A l'octubre, Emma Tammi va ser anunciada com a substituta de Columbus com a directora, a més de coescriure el guió juntament amb Cawthon i Seth Cuddeback.

### Càsting
El desembre de 2022, Josh Hutcherson i Matthew Lillard es van unir al repartiment en papers no divulgats. El youtuber Dawko va revelar més tard durant una transmissió en directe que Hutcherson interpretaria el guàrdia de seguretat del primer joc Mike Schmidt i Lillard interpretaria el vilà principal de la franquícia William Afton. També va revelar que Mary Stuart Masterson i Piper Rubio es van unir al repartiment com la tia de Mike, Jane, i la germana menor de Mike, Abby, respectivament. El març de 2023, es va informar que Kat Conner Sterling i Elizabeth Lail van ser triats per a la pel·lícula. Lucas Grant i Jessica Blackmore també van ser triats per a papers no divulgats.
Mark Fischbach, també conegut com a Markiplier, va ser contactat per tenir un paper a la pel·lícula com el guàrdia de seguretat que va precedir Mike abans de ser assassinat a l'inici de la pel·lícula, però la va rebutjar a causa de problemes d'agenda amb la seva pròpia pel·lícula Iron Lung.

### Rodatge
El rodatge havia de començar el març de 2021. A causa de problemes de guió, el rodatge es va retardar. Finalment va començar a Nova Orleans l'1 de febrer de 2023, sota el títol provisional Bad Cupcake, amb un pressupost estimat, abans d'incentius fiscals, de 25 milions de dòlars. El rodatge va acabar el 3 d'abril. Lillard va començar a filmar les seves escenes a mitjan febrer.

### Música
The Newton Brothers va compondre la música de la pel·lícula, mentre que la cançó "Five Nights at Freddy's" de The Living Tombstone es va utilitzar per als crèdits finals. "Talking in Your Sleep" de The Romantics és cantada pels animatrònics en diverses escenes.

## Estrena
Five Nights at Freddy's es va estrenar simultàniament als cinemes i a Peacock als Estats Units per Universal Pictures el 27 d'octubre de 2023. Es va estrenar dos dies abans al Regne Unit.

### Màrqueting
El 5 d'abril de 2023, Blumhouse Productions va llançar la primera imatge promocional de la pel·lícula en el seu compte d'Instagram amb la data de llançament oficial en la descripció. El 6 de maig de 2023, es va compartir una aparent filtració del primer tràiler en les xarxes socials, que es va considerar "legítima" després que Blumhouse i Universal Pictures treballessin perquè es retiressin diverses còpies del tràiler.
El 25 de maig de 2023, Universal van publicar un teaser de la pel·lícula. El 27 de juny es va publicar el tràiler oficial, i el 30 d'agost es va publicar un segon tràiler.
L'octubre de 2023, es va construir una ubicació decorada de manera similar a Freddy Fazbear's Pizza com es veu a la pel·lícula a Los Angeles, Califòrnia a Sunset Boulevard. S'espera que un llibre titulat The Art and Making of Five Nights at Freddy's: The Movie es publiqui el 20 d'agost de 2024. Una novel·lització de la pel·lícula es publicarà el 26 de desembre de 2023.

## Recepció

### Ingressos
Five Nights at Freddy's ha recaptat 99,7 milions de dòlars als Estats Units i el Canadà, i 59,9 milions de dòlars en altres territoris, per un total mundial de 156,6 milions de dòlars.

### Crítica
La pel·lícula va rebre crítiques molt negatives per part dels crítics. La trama, el ritme i la falta d'esglai van ser àmpliament criticades. Més enllà d'això, molts crítics també van argumentar que les limitacions d'una qualificació PG-13 van perjudicar la pel·lícula.
Tot i així, la recepció de l'audiència va ser més favorable.

## Futur
L'agost de 2018, Cawthon va dir que si la primera pel·lícula tenia èxit èxit, podria haver-hi una segona i tercera pel·lícula, basades en els esdeveniments del segon i tercer joc, respectivament. El gener de 2023, en una entrevista al podcast WeeklyMTG, Lillard va revelar que va signar un acord de tres pel·lícules amb els estudis.